# Memmio
Memmio  è un nome proprio di persona italiano maschile.

## Varianti
- Femminili: Memmia[2]

### Varianti in altre lingue
- Francese: Memmie
- Latino: Memmius[1]
- Polacco: Memiusz
- Spagnolo: Memio

## Origine e diffusione

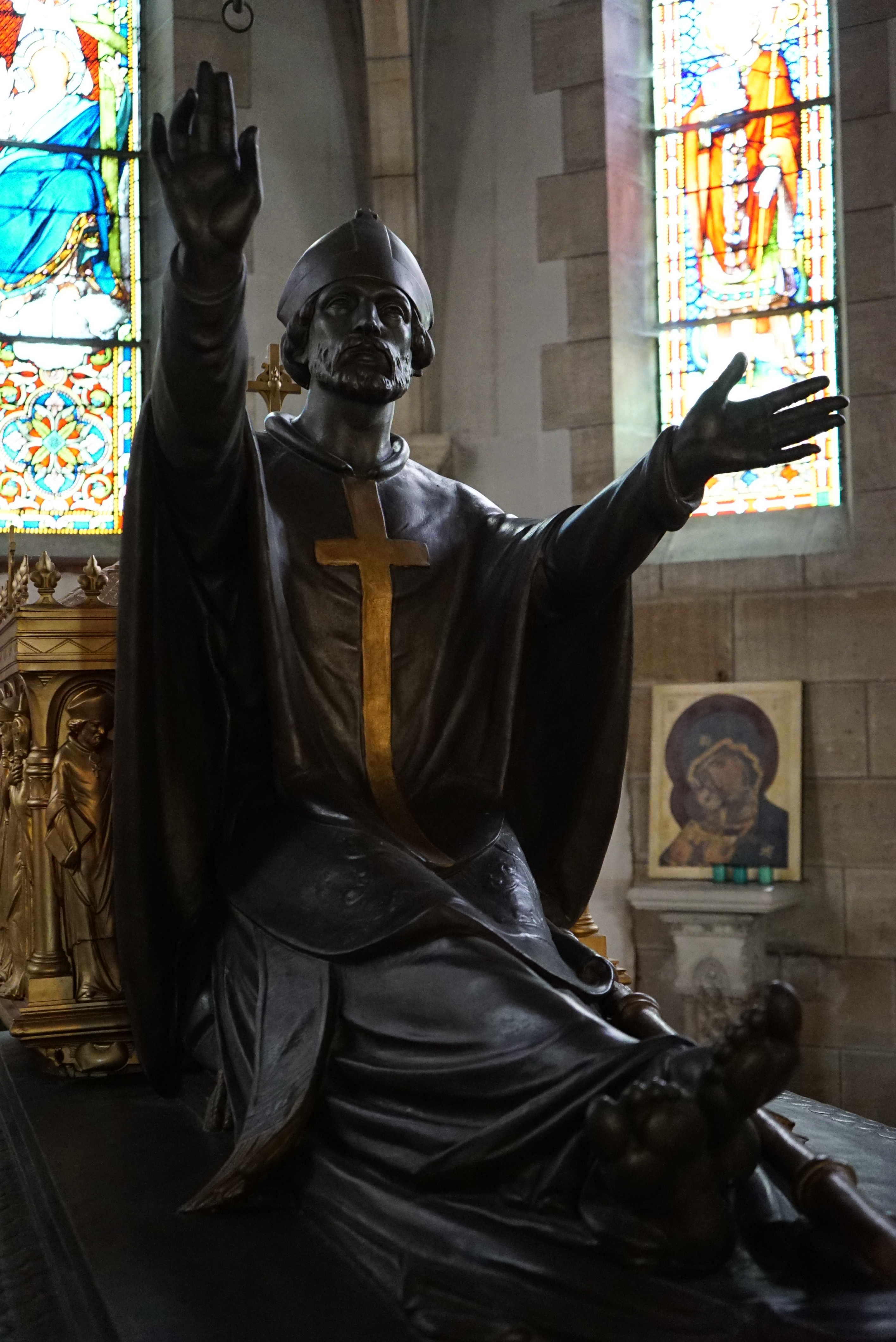
Statua di san Memmio nella chiesa a lui dedicata a Saint-Memmie (Marna, Francia)

Deriva dal latino Memmius, nome tipico della gens Memmia; etimologicamente, si tratta di un patronimico basato sul cognomen Memmus. Il nome venne successivamente portato da un santo vescovo francese, ma nel suo caso si trattava probabilmente di una forma latinizzata di un nome germanico basato sull'elemento megin ("potenza").

## Onomastico
L'onomastico si festeggia il 5 agosto, in onore di san Memmio, vescovo di Châlons nel III secolo.

## Persone
- Gaio Memmio, tribuno della plebe, ucciso da un rivale nel 100 a.C. Con le sue denunce di corruzione del senato romano causò la guerra contro Giugurta. Fu pretore tra il 107 a.C. e il 102 a.C. e proconsole di Macedonia.
- Gaio Memmio, pretore romano amico di Catullo, al quale Lucrezio dedicò il suo De rerum natura
- Quinto Memmio, legato romano, che inviò una lettera ai Giudei riportata nel secondo libro dei Maccabei della Bibbia